# Michael Hasselflug
Michael Hasselflug (født 1. januar 1959 på Frederiksberg) er en dansk skuespiller, som er uddannet fra Aarhus Teater i 1986. I tv har man kunnet se ham i serierne TAXA, Edderkoppen, Nikolaj og Julie, Forsvar, Krøniken og julekalenderen Gufol mysteriet.

## Filmografi
- Mord i Paradis – Preben Sørensen (1988)
- Pusher – Betjent (1988)
- Når mor kommer hjem – (1998)
- Den blå munk – Jyde (1998)
- Olsen-bandens sidste stik – Alf (1998)
- En kærlighedshistorie – Lars, leverandør (2001)
- Små ulykker – En svedende mand (2002)

### Tv-serier
- Altid om søndagen - Mortensen (afsnit 1, 1989)
- Gufol mysteriet - Nisse (julekalender, 1997)
- TAXA - Betjent (afsnit 32, 1998)
- Hjerteflimmer - Anders (1998)
- Edderkoppen - Volmer Olsen (2000)
- Hotellet - Håndværker (afsnit 57, 2002)
- Nikolaj og Julie - Tivolibetjent (afsnit 11, 2003)
- Forsvar - EB-Journalist (afsnit 2, 2003)
- Krøniken - Blomkvist, personalechef (afsnit 1, 3-12, 14, 18-22; 2003-2006)
- Lærkevej - Niels (afsnit 18, 2010)
- Lykke - Fængselspræst (afsnit 11, 2012)
- Badehotellet - Damgaard, købmand (afsnit 4, 2014)

### Tegnefilm
- Phineas og Ferb - Roger Doofenshmirtz, diverse roller (2007-)
- Flyvemaskiner - Ripslinger (2013)
- Hulk and the Agents of S.M.A.S.H. - Red Hulk (2013-)
- Marvel's Avengers Assemble - Phantom #1, Wrecker (2013-)
- LEGO Filmen - Betjent God/Grum (2014)
- Pokémon - Alder